# ناقوس‌های نیمه‌شب
ناقوس‌های نیمه‌شب (انگلیسی: Chimes at Midnight) فیلمی انگلیسی‌زبان محصول مشترک دو کشور اسپانیا و سوئیس در سبک درام به کارگردانی و بازیگری اورسن ولز است که در سال ۱۹۶۵ منتشر شد. داستان فیلم در مورد یکی از شخصیت‌های مکرر ویلیام شکسپیر به نام سر جان فالستاف و رابطهٔ پدر و پسری وی با شاهزاده هال است که باید میان وفاداری به فالستاف یا پدرش هنری چهارم انگلستان یکی را انتخاب کند.

## بازیگران
- اورسن ولز - سر جان فالستاف
- کیث بکستر - شاهزاده هال
- جان گیلگد - هنری چهارم انگلستان
- ژن مورو - دال تیرشیت
- مارگارت رادرفورد - بانو کویکلی
- مارینا ولادی - کیت پرسی
- فرناندو ری - کنت ووستر
- رالف ریچاردسون - راوی (صدا)
- مایکل آلدریج